# Улица Джалиля-Духовская
Улица Джали́ля-Ду́ховская (также Мусы́ Джали́ля — Ду́ховская) — улица в Великом Новгороде. Находится на Софийской стороне, вблизи исторического центра Новгорода, параллельно валу и рву Окольного города снаружи от него. Проходит от улицы Бредова-Звериной до пересечения Большой Санкт-Петербургской улицы с набережной реки Гзень.

## История
Вблизи современной улицы, за валом Окольного города, располагался Свято-Духов монастырь (известен с 1162 года), по которому впоследствии была названа улица. Она известна с XVIII века, соединяла Петербургскую слободу со слободой Кожевники. Название Духовская носила до 1965 года, когда была переименована в улицу Мусы Джалиля в честь татарского поэта, Героя Советского Союза Мусы Джалиля. В 1991 году восстановлено название Духовская, в 1993 году дано двойное название: улица Мусы Джалиля — Духовская.

## Здания и сооружения
По нечётной стороне:
- № 23 — казначейский корпус Духова монастыря, построен в XIX веке;
- № 31 — собор Сошествия Святого Духа Духова монастыря (построен в 1889—1892 гг.), настоятельский корпус, южный корпус. Ныне в здании располагается одно из фондохранилищ и читальный зал Государственного архива Новгородской области;
- Сквер Памяти с памятным знаком жертвам политических репрессий, открытым в 2009 году.

По чётной стороне:
- № 8 — медико-санитарная часть МВД России;
- № 20 — церковь Святой Троицы Духова монастыря с трапезной, построена около 1557 года.